# The Go-Betweens
I The Go-Betweens sono stati un gruppo musicale indie rock australiano formato nel 1977 a Brisbane da Robert Forster e Grant McLennan chitarristi e autori dei testi, che sono stati presenti nel gruppo per tutta la sua esistenza. 
Il nome del gruppo è ispirato dal romanzo di L. P. Hartley The Go-Between (in italiano L'età incerta, pubblicato a Londra nel 1953.
La batterista Lindy Morrison si è unita al gruppo nel 1980 e la formazione si è successivamente allargata con l'inserimento del bassista Robert Vickers e della polistrumentista Amanda Brown. Vickers è stato poi sostituito da John Willsteed nel 1987 e la formazione a cinque elementi è stata mantenuta sino allo scioglimento del gruppo due anni dopo. Forster and McLennan hanno ricostituito la band nel 2000 con una nuova formazione che non includeva nessuno dei precedenti partecipanti tranne loro due. 
La morte di McLennan, avvenuta nel maggio 2006 a causa di un infarto, ha messo fine all'attività della band. Nel 2010 un ponte importante della loro città, Brisbane, è stato intitolato "Go Between" in loro onore.

## Storia

### Esordi (anni 1977-1982)
Robert Forster e Grant McLennan si incontrano all'Università del Queensland e decidono di formare un gruppo. Forster (voce e chitarra) e McLennan (voce, basso) formano così i The Go-Betweens nel dicembre 1977 a Brisbane. Il nome della band deriva dal romanzo L'età incerta (titolo originale The Go-Betweens) di L. P. Hartley del 1953. La band arruola un batterista dietro l'altro, finché non trova Dennis Cantwell (The Riptides) con cui registra il singolo di debutto Lee Remick, pubblicato nel settembre 1978 e dedicato proprio all'attrice Lee Remick. Si aggiunge al gruppo il chitarrista Peter Milton Walsh. Nel novembre 1978 la band registra due nuovi brani per la Beserkley. Walsh lascia il gruppo poco dopo per formare i The Apartments.
Il secondo singolo, People Say (maggio 1979) viene prodotto dalla band insieme a Mustapha (batteria) e Malcolm Kelly (piano). Nel novembre 1979 il gruppo lascia l'Australia e si trasferisce a Glasgow (Scozia), dove registra, per l'etichetta Postcard, il singolo I Need Two Heads, con il batterista Steven Daly (Orange Juice) e con il produttore Alex Fergusson. Forster fa ritorno in Australia nel giugno 1980, mentre McLennan va a New York. Nel frattempo entra in formazione Belinda "Lindy" Morrison (ex Xero) come batterista. Nel novembre 1980 la band tiene un concerto a Sydney con The Birthday Party e Laughing Clowns. Dopo questo concerto il gruppo viene contattato da Keith Glass della Missing Link Records, che pubblica una reissue del singolo prodotto in Scozia. Tony Cohen (The Birthday Party) si occupa di registrare il nuovo singolo Your Turn My Turn nell'aprile 1981 (pubblicato in settembre). Sempre nel 1981 il gruppo registra dieci tracce a Brisbane, che vengono inserite nella raccolta Very Quick on the Eye (1982).
Il primo album ufficiale della band, Send Me a Lullaby, viene prodotto dallo stesso gruppo con Tony Cohen e commercializzato nel novembre 1981. Tre mesi dopo il disco viene pubblicato nel Regno Unito dalla Rough Trade Records. Tutte le tracce del disco sono scritte da Forster e McLennan, che si alternano anche alla voce, eccetto che in People Know, che vede cantare Morrison e che vede la collaborazione di James Freud (Models) al sassofono. La band, ingaggiata dalla Rough Trade, fa ritorno nel Regno Unito, questa volta a Londra. La label britannica pubblica il singolo Hammer the Hammer nel luglio 1982.

### DaBefore Hollywooda16 Lovers Lane(1983-1989)
Nel maggio 1983 viene pubblicato il secondo LP. Si tratta di Before Hollywood, prodotto da John Brand a Eastbourne. Il brano Cattle and Cane viene estratto come singolo. Verso la fine del 1983, al basso entra Robert Vickers, con McLennan che diventa chitarrista.
Nel settembre 1984 viene pubblicato l'album Spring Hill Fair, prodotto da John Brand con Robert Andrews e Colin Fairley e distribuito da Sire Records. L'album contiene i singoli Man O' Sand to Girl O' Sea, Bachelor Kisses e Part Company. Un anno dopo l'album viene ripubblicato dalla True Tone Records e distribuito da Polygram.
Nel marzo 1986 esce invece per la Beggars Banquet Records Liberty Belle and the Black Diamond Express. I singoli diffusi per questo album sono Spring Rain (febbraio 1986) e Head Full of Steam (giugno).
Sul finire dell'anno entra in gruppo anche Amanda Brown (violino, oboe, chitarra, tastiere, cori). McLennan e Brown si innamorano e il primo scrive diverse canzoni su questa relazione. Dopo alcuni mesi, nel giugno 1987 viene distribuito l'album Tallulah, prodotto per la collaborazione tra True Tone e Beggars Banquet. Nel novembre 1987 John Willsteed (ex Xero come Morrison) sostituisce Vickers al basso.
Nel 1988 esce 16 Lovers Lane, il disco più commerciale del gruppo, che contiene la hit Streets of Your Town. Nonostante il successo del disco, nel dicembre 1989 McLennan e Brown si lasciano e il gruppo viene sciolto con il benestare di Forster.

### Periodo interlocutorio (1989-2000)
Negli anni novanta Forster e McLennan intraprendono una carriera solista.
McLennan collabora con Steve Kilbey (The Church) nel progetto chiamato Jack Frost. Nel duo produce e pubblica due album: l'omonimo Jack Frost (1991) e Snow Job (1996). McLennan inoltre lavora con Ian Haug (Powderfinger) nella Far Out Corporation. Da solista McLennan pubblica quattro album dal 1991 al 1997.
Forster debutta da solista nel 1990 con Danger in the Past. Pubblicherà altri tre album tra il 1993 ed il 1996. Nel 2008 inoltre incide l'album The Evangelist.
Nel 1996 i due fondatori del gruppo si esibiscono dal vivo in Francia insieme a Adele Pickvance (basso) e Glenn Thompson (batteria).

### Ritorno sulle scene e morte di McLennan (2000-2006)
Nel 2000 McLennan, Forster e Pickvance entrano in uno studio di registrazione a Portland (Oregon) con le Sleater-Kinney per incidere l'album The Friends of Rachel Worth.
Il quartetto (Thompson si unisce ufficialmente al gruppo solo nel 2002) si esibisce dal vivo fino al 2001.
Nel novembre 2004 viene iniziato il lavoro riguardante il capitolo finale del gruppo. Nel maggio 2005 esce infatti quello che diventerà l'ultimo album del gruppo, Oceans Apart, prodotto da Mark Wallis e Dave Ruffy.
Il 6 maggio 2006, all'età di 48 anni, McLennan muore nella sua casa di Brisbane per un infarto. Conseguentemente Forster annuncia che non verrà più prodotto del materiale a nome The Go-Betweens. Forster prosegue la sua carriera come solista e come critico musicale.

## Membri

### Stabili
- Robert Forster (nato a Brisbane il 29 giugno 1957) - voce, chitarra (1977-1989, 2000-2006)
- Grant McLennan (nato a Rockhampton il 12 febbraio 1958 e morto a Brisbane il 6 maggio 2006) - voce, chitarra, armonica, basso (1977-1989, 2000-2006)
- Belinda "Lindy" Morrison (nata a Brisbane il 2 Novembre 1951) - batteria, voce (1980-1989)

### Turnisti
- Amanda Brown - violino, oboe, chitarra, tastiere, cori (1986-1989)
- Bruce Anthon - batteria (1978, 1979-1980)
- Dennis Cantwell - batteria (1978)
- Lissa Ross - batteria (1978)
- Tim Mustapha - batteria (1978-1979)
- Peter Milton Walsh - voce, chitarra (1978-1979)
- Malcolm Kelly - piano, organo (1979)
- Steven Daly - batteria (1980)
- Claire McKenna - batteria (1980)
- Dave Tyrer - chitarra (1980)
- Robert Vickers - basso (1983-1987)
- John Willsteed - basso, chitarra (1987-1989)
- Michael Armiger - basso (1989)
- Adele Pickvance - basso, cori (2000-2006)
- Mathias Strodler - batteria (2000)
- Janet Weiss - batteria, cori (2000)
- Glenn Thompson - batteria, cori, tastiere (2002-2006)

## Discografia

### Album studio
- 1982 - Send Me a Lullaby (Missing Link)
- 1983 - Before Hollywood (Stunn)
- 1984 - Spring Hill Fair (Sire)
- 1986 - Liberty Belle and the Black Diamond Express (True Tone/Beggars Banquet)
- 1987 - Tallulah (True Tone/Beggars Banquet)
- 1988 - 16 Lovers Lane (Mushroom)
- 2000 - The Friends of Rachel Worth
- 2003 - Bright Yellow Bright Orange
- 2005 - Oceans Apart

### Raccolte
- 1982 - Very Quick on the Eye (riessue 2002)
- 1985 - Metal and Shells
- 1990 - 1978-1990
- 1999 - Bellavista Terrace: Best of The Go-Betweens
- 1999 - 78 'til 79 the Lost Album
- 2012 - Quiet Heart: The Best Of The Go-Betweens

### Live
- 1999 - Live on Snap with Deirdre O'Donoghue
- 2005 - Live in London
- 2006 - That Striped Sunlight Sound Live CD/DVD

### EP
- 1986 - The Able Label Singles
- 1989 - The Peel Sessions
- 2005 - Worlds Apart